# Dinoderus porcellus
Dinoderus porcellus är en skalbaggsart som beskrevs av Pierre Lesne 1923. Dinoderus porcellus ingår i släktet Dinoderus och familjen kapuschongbaggar. Inga underarter finns listade i Catalogue of Life.